# Django Steenbakker
Django Steenbakker (Haarlem, 1984) is een Nederlands modeontwerper. Hij werd bekend door in 2007 de eerste editie van het televisieprogramma Project Catwalk te winnen.
In 2003 startte hij de opleiding Fashion Design aan de Artemis Academie te Rotterdam. Hij studeerde in 2006 cum laude af. De collecties van Steenbakker werden in diverse (mode)bladen getoond, waaronder Avant Garde, Grazia, Jackie en Linda.

## Werk (selectie)
- 2007: ontwierp een spijkerbroek in beperkte oplage voor het merk ONLY.
- 2008: ontwierp outfits voor EA Games.
- januari 2008: showde de collectie "I felt like H" tijdens de AIFW (Amsterdam International Fashion Week), geïnspireerd op de "H"-lijn.
- juli 2008: showde de collectie "Memoirs of modern times" tijdens de AIFW, geïnspireerd op Charlie Chaplin.
- december 2009: couture-catwalkshow van de collectie "Drake" tijdens de Miljonairfair, geïnspireerd op de kleuren van de mannetjeseend.
- december 2010: couture-catwalkshow van de collectie "IT-girl" tijdens de Miljonairfair, geïnspireerd op de It-girl.
- 2011: ontwierp collectie voor de Coiffure Awards.
- 2011: maakte/ontwierp de illustraties voor het televisieprogramma Modemeisjes met een missie.